# Виолета Константинова-Жекова
Виолета Михайлова Константинова-Жекова е българска геоложка, старши научен сътрудник в Българската академия на науките. 

## Биография
Родена е на 14 февруари 1924 г. в Пазарджик. През 1942 г. завършва средно образование в Пазарджишката девическа гимназия. В 1946 г. завършва Естествена история в Софийския университет. На 4 юли 1949 г. защитава докторска дисертация за придобиване на научна степен Доктор на естествените науки на тема „Стратиграфски и палеонтоложки проучвания на терциера в Търновско“, както и устна тема „Влиянието на сушата върху развитието на земноводни и влечуги“.
Умира на 8 декември 2014 г. в София.

## Научна дейност
Започва научната си кариера като въглищен петрограф. Първоначално работи като обектов геолог в мина Бобов дол. През 1956 г. работи върху петрогенетическата класификация на хумусовите въглища и мястото на българските въглища в нея. В 1960 г. дава общи сведения за петрографския тип на въглищата от Балканбас, а през 1962 г. работи върху анизотропния ефект на карбонските въглища, а през 1963 г. върху корелацията на старотерциерни въглища в България и върху степента на въглефикация им. От 1968 до 1969 г. се включва в комплексните изследвания и на въглищата от Добруджанския басейн – работи върху петрографския им състав, генетиченият им анализ, микротвърдостта, измененията на въглищата в резултат на контактен метаморфизъм с присъствие на графит, прави количествен мацерален анализ на въглищата от Македонска, Крупенска и Гурковска свита, изследва морфологията и разпределението на екзинитовата им съставка. През 1976 г. заедно с колектив провежда изследвания и на битуминозните скали при село Красава, Брезнишко.
Работи като научен сътрудник и старши научен сътрудник във въглищната лаборатория на Научноизследователския институт по горивни изкопаеми и по-късно в Научноизследователския институт по полезни изкопаеми към Комитета по геология, както и в Геологическия институт при БАН до пенсионирането си.
От 1969 до 1974 г. чете лекции по Въглищна петрология на студентите от специалност Геология в Геолого-географския факултет на СУ „Св. Климент Охридски“.
Избрана е за член на Международния комитет по въглищна петрология.

## Избрани публикации
Автор е на 36 публикации – 2 на палеонтоложка тематика и 34 в областта на въглищната петрография.
- Константинова,  Виолета. Изменения във въглищата от Добруджанския басейн под влияние на контактен метаморфизъм //  Годишник на Софийския университет. Геолого-географски факултет. Книга 1 - Геология; Annuaire de l'Universite de Sofia. Faculte de geologie et geographie. Livre 1 - Geologie 69 (1).   1978. с. 279-282. Посетен на 11  декември 2024.